# Деревенская комедия (телесериал)
«Деревенская комедия» — российский комедийный телесериал производства компании АМЕДИА. Премьера состоялась в 2009 году.

## Сюжет
В маленьком селе Пышкино, что затерялось в российской глубинке, живёт обаятельный, но непутевый Костя Пышкин. Герой постоянно попадает в различные истории. Его супруга Галя терпеливо выносит все приключения мужа. Но однажды в глубинку приезжает олигарх-олигофрен и начинает оказывать Гале всяческие знаки внимания. Девушке предстоит сделать непростой выбор.

## В ролях
- Марат Башаров — Костя Пышкин
- Мария Голубкина — Галя Пышкина
- Андрей Носков — Юрий Миронович Бовт
- Инга Оболдина — Лена Трандычиха, почтальон
- Олеся Железняк — Нонна Громова, милиционер
- Тимофей Трибунцев — Алексей Котов по кличке Полулёлик
- Галина Боб — Ольга Штерн, городская журналистка
- Владимир Виноградов — Илья, ветеринар
- Татьяна Пискарёва — Анна, жена Ильи
- Андрей Кайков — Антон Павлович, фельдшер
- Андрей Бутин — Михалыч, председатель
- Агриппина Стеклова — Оксана, соседка
- Сергей Серов — Никита Куркуленко, муж Оксаны
- Юльен Балмусов — Зажуйшарф
- Александр Рыщенков — Кузьмич
- Татьяна Жукова-Киртбая — Филипендула, местная знахарка
- Александр Васютинский — Роберт Иванович
- Галина Стаханова — баба Нюра
- Валерий Магдьяш — Егор
- Кристина Кучеренко — цыганка Лиля
- Ольга Волкова (нет в титрах)
- Александр Леньков (нет в титрах)

## Съёмки
Съемки телесериала велись летом 2008 года в селе Федякино Рязанской области.  Усадьбу, которую по сюжету в первых сериях покупает олигарх Бовт, снимали в родном селе Есенина Константиново. Этот особняк - дом помещицы Кашиной, у которой часто бывал в гостях поэт.